# Hermann Diels
Hermann Alexander Diels, född 18 maj 1848 i Wiesbaden, Tyskland, död 4 juni 1922, var en tysk klassisk filolog. Han var far till Ludwig Diels.
Diels blev professor i Berlin 1886, och är mest känd för sin samling av försokratiska fragment Die Fragmente der Vorsokratiker (4:e upplagan 1922) som än idag används av forskare. Fragmentsamlingen består av tre band och innehåller dels citat direkt från författarna och dels andrahandsmaterial från senare personer. Han utgav även Doxographi græci (2:a upplagan 1929) och ledde utgivandet av Commentaria in Aristotelem græca (1882-1909), författade det lexikografiska arbetet Elementum (1899), samt Antike Technik (2:a upplagan 1920), ett viktigt bidrag till kunskapen om den antika teknologin.